# Impero (Dune)
L'impero di Dune è un immaginario impero galattico descritto nel fantascientifico Ciclo di Dune ideato dallo scrittore Frank Herbert. L'impero, detto anche il Trono del Leone d'Oro, fu fondato nell'anno 0 dell'Era della Gilda dalla Casa Corrino, che da allora detiene il potere sul Landsraad, il sistema feudale dominato dalle grandi Case. La Casa Corrino è originaria di Salusa Secundus, ma prende il suo nome dalla battaglia di Corrino combattuta nell'88 BG nei pressi di Sigma Draconis, battaglia che segnò la definitiva ascesa al potere della famiglia. Dal 1487 AG la capitale è stata spostata su Kaitain, a seguito di un attacco nucleare da parte di una Casa (poi cancellata dalla storia).
Buona parte dell'autorità dell'imperatore si basa sulla forza del suo esercito. L'armata imperiale è costituita da due componenti. La prima sono le forze di leva fornite obbligatoriamente da tutte le Case Maggiori e che rappresentano soprattutto un tributo per rafforzare la loro fedeltà. La seconda e più importante è costituita dai soldati Sardaukar, i guerrieri personali dell'imperatore fanaticamente fedeli a lui solo. Prima che fossero sconfitti dai Fremen, erano giustamente considerati i migliori guerrieri della galassia e temuti da tutti per la loro crudele efficienza.
Nonostante tale forza, neppure i Sardaukar basterebbero contro una coalizione di Grandi Case, perciò il mantenimento del potere imperiale richiede un continuo equilibrio di forze fra le Grandi Case, in modo che esse non si uniscano fra loro e che nessuna di loro diventi abbastanza forte da spodestare i Corrino. 
Proprio per evitare quest'ultima eventualità, l'imperatore Shaddam IV, preoccupato dalla crescente influenza del duca Leto Atreides ordì un complotto contro di lui. Per quanto il piano sembrò inizialmente funzionare provocando la morte del duca, alla fine il tradimento si ritorse contro di lui tramite il figlio di Leto, Paul Muad'dib, che depose Shaddam.
A partire dall'anno 10196 AG il trono passa quindi alla Casa Atreides sotto la guida di Paul Muad'dib.
A lui succedette il figlio Leto II che, reso quasi immortale dalla pelle del verme delle sabbie, regnerà per i successivi 3.000 anni.